# 葉村彰子
葉村 彰子（はむら しょうこ）は、『水戸黄門』『大岡越前』『江戸を斬る』など、TBS月曜8時の時代劇シリーズの原案者（原作者）・脚本家としてクレジットされていた共同ペンネームである。ドラマのノベライズ作品でこの筆名が使用されている場合があるほか、現代劇のテレビドラマでも同名義でクレジットされている作品が数作品存在する。

## 概要
中心は逸見稔、監修は植木昌一郎のもとで構成された創作集団。
当時、映画出身の作家に対しテレビラジオ出身の作家の待遇が悪く、その待遇改善のため、1970年向田邦子・松木ひろし・窪田篤人・津田幸夫によって作家集団SHPを作る。
さらに大西信行・櫻井康裕・田口耕三・柴英三郎が参加。やがて加藤泰・山内鉄也（映画監督）・岡田裕介（元俳優・東映プロデューサー）も参加し、吉田隆・伊上勝も加わる。
ペンネームは同じTBS月曜8時枠の、布施明主演のドラマ『S・Hは恋のイニシァル』にちなんでいる。基本的には逸見稔の考えたプロットの方向性に沿って、その方面が最も得意な作家がだいたいのところを書き、中心メンバーが微調整をする形で制作は行われていたという。この名前自体は、1970年の『大岡越前 第1部』が初出とみられる。同年制作の『水戸黄門 第2部』第4話では、「脚本 葉村彰子」とクレジットされていることが、C.A.Lの『水戸黄門』ホームページで明らかになっている。
「葉村彰子」の製作する脚本には定評があり、また安定感もある。『水戸黄門』や『大岡越前』ではシリーズごとに、初回や最終話に加え、それ以外の放送回でも「原案 脚本 葉村彰子」として、充実した作品を提供している。下記の実在する脚本家らと連名で、「脚本」担当としてクレジットされることもあった。
1971年から1972年にかけては、東映制作・フジテレビ放送の『清水次郎長』や『お祭り銀次捕物帳』などでもその名が見られるようになるなど、活動が早くも活発化していた。
『水戸黄門第22部・第23部・第24部 』、『水戸黄門外伝 かげろう忍法帖』、『江戸を斬る 梓右近隠密帳  - 江戸を斬るIV、江戸を斬るVIII』では「原作 葉村彰子」とクレジットされていた。また、『水戸黄門外伝 かげろう忍法帖』ではすべての放送回の原作・脚本を担当した。
逸見の死後は原案者としてのクレジットにとどまることが多くなり、この名義で脚本が作られたのは『水戸黄門 第27部』第29話などごくわずかであった。2000年の『水戸黄門』の大幅なリニューアルに伴い、葉村彰子の名前自体が月曜8時枠から消えた。ほかには、里見浩太朗が主演の『一色京太郎シリーズ』（1995年 - 1998年）などの2時間ドラマで、原案や脚本として名前がクレジットされることがあった。なお、『水戸黄門』は第29部から最終シリーズの第43部最終話（第21話）まで、逸見の設立した会社である「オフィス・ヘンミ」が制作協力としてクレジットされているものの、葉村彰子としてどのような形で番組制作にかかわっていたかは不明である。

## 代表的な作品

### 映画
- ピンクレディーの活動大写真（企画担当）
- 水戸黄門（企画・原案・脚本担当）
- ねらわれた学園（原案・脚本担当）

### テレビドラマ
- ナショナル劇場（TBS） 
  - 水戸黄門[注 2]（第2部 - 第28部）（原案・原作・脚本担当）
  - 大岡越前[注 3]（第1部 - 第15部、ただし、ナショナル劇場50周年記念特別企画スペシャルは除く）（原案・原作・脚本担当）
  - 江戸を斬る（原作・原案・脚本担当）
  - 翔んでる!平賀源内（原案・脚本担当）
  - 水戸黄門外伝 かげろう忍法帖（全話原作・脚本担当）
- オレンジの季節（構成担当）
- 清水次郎長（1971年）（原案・脚本担当）
- 石立鉄男&ユニオン映画シリーズ
  - 気になる嫁さん（原案・脚本担当）
  - パパと呼ばないで（原案・脚本担当）
  - 雑居時代（原案・脚本担当）
  - 水もれ甲介（原案・脚本担当）
- お祭り銀次捕物帳（脚本担当）
- 浮世絵 女ねずみ小僧 第2シリーズ（脚本担当）
- 隠密剣士（脚本担当）
- 隠密剣士 突っ走れ!（脚本担当）
- 幡随院長兵衛お待ちなせえ（原案・脚本担当）
- 炎の記憶（脚本担当）
- 徳川三国志（脚本担当）
- 五街道まっしぐら!（脚本担当）
- テレビ東京水曜夜9時枠時代劇
  - 疾風同心（原案・脚本担当）
  - 八丁堀あばれ軍団（原案・脚本担当）
- おはなちゃん繁昌記（原案・脚本担当）
- 風鈴捕物帳（原案・脚本担当）
- 雪姫隠密道中記（原案・脚本担当）
- 時代劇スペシャル
  - 清水次郎長 勢揃い清水港（原案・脚本担当）
  - 清水次郎長 風雪流れ旅（原案・脚本担当）
  - 清水次郎長 男の涙・石松の最后（原案・脚本担当）
  - 秘剣揚羽蝶 源氏九郎颯爽記（脚本担当）
  - 清水次郎長 筑波おろし・義侠の仇討ち（原案・脚本担当）
  - どくろ銭（脚本担当）
- 天下御免の頑固おやじ 大久保彦左衛門（原案・脚本担当）
- 女の中の悪魔シリーズ(2)・妖精が悪魔のように忍びよる（原案・脚本担当）
- 花の女子校 聖カトレア学園（原案・脚本担当）
- あぶない少年シリーズ（原案・脚本担当）
- サラリーマン忠臣蔵（原案担当）
- 女忍かげろう組（全話原案・脚本担当）
- 遊の人・天下の御意見番大久保彦左衛門（脚本担当）
- 月曜ドラマスペシャル
  - 松本清張作家活動40年記念・黒い画集 坂道の家（脚本担当）
  - 北大路欣也芸能生活三十五周年記念番組 忠治旅日記（原作・脚本担当）
  - かあさんはどん？（原作・脚本担当）
  - 一色京太郎事件ノート（原案・脚本担当）
- TBS木曜9時枠の連続ドラマ
  - 社長になった若大将（原案・脚本担当）
  - 夏の嵐!（原案・脚本担当）

## 著書
- 大岡越前（ルック社）
- 新だいこんの花（三笠書房）
- どてかぼちゃ（双葉社）※松木ひろしとの共著
- 水戸黄門・テレビ新講談（集英社）
- 水戸黄門－松の巻・竹の巻・梅の巻（桃園文庫）
- 新作水戸黄門（ナイタイ出版）
- 新作大岡越前（ナイタイ出版）
- 女忍かげろう組（ナイタイ出版）